# Даглас TBD девастатор
Даглас TBD девастатор (енгл. Douglas TBD Devastator) је био амерички торпедни бомбардер за операције са носача авиона из периода Другог светског рата. Производила га је фабрика Даглас. Први лет је обављен 1935. године, а уведен је у службу 1937. као један од најнапреднијих морнаричких авиона. Међутим, захваљујући брзом темпу развоја авиона у време јапанског напада на Перл Харбор, TBD је био већ потпуно застарео, што се највише показало у бици код Мидвеја где је учинак Девастатора био слаб. Убрзо потом је повучен са првих линија фронта и замењен модернијим авионом Граман TBF.

## Развој
девастатор је у морнарици био првенац по многим критеријумима. Био је то први морнарички једнокрилац, први авион који је цео направљен од метала, први с потпуно затвореним кокпитом и први са хидраулички склопивим крилима, па се може рећи да је TBD у своје време био револуционаран авион.
Прототип назван XTBD-1 (са идентификационим бројем Bu. No. 9720) је направио свој пробни лет на 15. априла 1935. у Санта Моници, Калифорнија, пре него што је пребачен у поморску ваздухопловну станицу у Анакости 24. априла где је започето тестирање перформанси. При тестирању је укупно 12 пилота је додељено пројекту.

## Опис авиона
Стајни органи су се могли увући до пола, тако да су точкови вирили 250 mm испод крила, чиме је омогућено да се присилна слетања, приликом којих не би било могуће извући точкове, заврше само са минималном штетом.
Посаду су чинила три члана: пилот напред, радио-оператер позади, а нишанџија у средини. Током бомбардовања, нишанџија је лежао потрбушке нишанећи кроз прозор у дну трупа, користећи бомбардерски нишан Норден. Наоружање авиона су чинили или један торпедо Блис-Ливит Марк XIII (енгл. Bliss-Leavitt Mark XIII) или једна бомба од 454 kg. Одбрамбено наоружање се састојало од митраљеза калибра 7,62 mm или 12,7 mm на предњој страни и митраљеза 7,62 mm на стражњој страни.
Погон је чинио Прат енд Витни R-1830-64 Твин Васп (енгл. Pratt & Whitney R-1830-64 Twin Wasp) звездасти радијални мотор снаге 900 КС (671 kW).
Америчка морнарица је откупила укупно 129 примерака авиона, па су исти размештени на носаче авиона Ју-ес-ес Саратога (енгл. USS Saratoga), Ентерпрајз (енгл. USS Enterprise), Лексингтон (енгл. USS Lexington), Васп (енгл. USS Wasp), Хорнет (енгл. USS Hornet), Јорктаун (енгл. USS Yorktown) и Ренџер (енгл. USS Ranger).
Америчка морнарица је постала свесна да је TBD Девастатор застарео већ негде око 1940. године, па је за њега тражена замена (TBF Авенџер је још увек развијан). Тако је Девастатор ипак дочекао почетак рата као главни торпедни бомбардер на носачима, упркос томе што је представљао опасност за своју посаду јер је био преспор и слабо окретан, са лаким одбрамбеним оружјем. Његова брзина при испуштању бомбе је била само 322 km/h, што га је чинило лаким пленом како за ловце тако и за противваздушну одбрану. Торпедо чак није ни могао да отпусти на брзинама изнад 185 km/h. Морнарица је крајем 1941. својим авионима почела додељивати имена, тако да је TBD постао Девастатор.

## Оперативна употреба
У почетном периоду рата на Пацифику, TBD се добро држао током фебруара и марта 1942. године и у бици у Коралном мору, у којој су девастатори помогли потопити јапански носач авиона Шохо.
Постојали су одређени проблеми с торпедима Марк XIII. Многи би при лансирању једноставно затајили и не би експлодирали, а неки су понирали дубље него што је било предвиђено. Морнарици је требало више од годину дана како би исправили наведене проблеме.
Ти проблеми нису били исправљени у време битке код Мидвеја, 4. јуна. 1942. године. Укупно 41 Девастатор је полетео са носача УСС Хорнет, Ентерпрајз и Јорктаун у напад на јапанску флоту. Њихова ловачка пратња је убрзо изгубила контакт с њима, тако да су TBD-и отпочели напад без заштите ловаца. Како је за лансирање торпеда било потребно успорити авион и ухватити праву линију приступа бродовима, TBD-и су били лак плен за брзе и окретне јапанске ловце Мицубиши А6М „Зеро“. Укупно је преживело само 6 TBD-а од 41 колико их је кренуло у напад. Четири TBD-а су се успела вратити на Ентерпрајз, док се ниједан није вратио на Хорнет, а само два су се вратила на Јорктаун. Ниједан лансирани торпедо није погодио свој циљ. Међутим, њихова жртва није била узалудна; херојске акције посада Девастатора су привукле већину јапанских ловаца, чиме су их омели, тако да је каснији долазак обрушавајућих бомбардера Даглас SBD Донтлис прошао готово неопажено, при чему су Донтлиси фатално оштетили три од четири јапанска носача у року од неколико минута.
Одмах након битке за Мидвеј, морнарица је повукла све Девастаторе, којих је свеукупно остало још само 39. Неколицина их је још кратко остала у служби на Атлантику, као и у јединицама за обуку све до 1944. године. Прототип је завршио своју каријеру у бази НАС Норман, у Оклахоми, а последњи TBD у Америчкој морнарици је коришћен до новембра 1944. године, након чега је повучен. Ниједан авион није преживео рат и данас не постоји ниједан примерак у летном стању. Ипак, за катастрофу у бици код Мидвеја се може рећи да је више доживљена због угрожености торпедних бомбардера од противваздушне одбране и ловаца, неголи због саме застарелости авиона. Поређења ради, и шест модернијих авиона TBF Авенџера, који су деловали са острва Мидвеј, у истој бици је такође доживело катастрофу и само је један преживео.